# 파주토사
파주토사(播州土司)는 당대부터 명대까지 파주를 지배했던 양씨 일족의 토사체제이다.
파주토사는 876년 중국 남서부의 파주(오늘날 쭌이시)를 양단이 점령한 이후에 설립되었다. 파주의 주요 요새는 1257년에 건설된 해룡둔이었으며, 당나라, 송나라, 원나라, 명나라를 거쳐 29대에 걸쳐 약 725년 동안 지속되었다. 1589년 제30대 파주토사 양응룡(楊應龍)이 약 17,000명의 병사들을 이끌고 명나라를 상대로 반란을 일으켰고 약 11년 이후인 1600년에 명나라가 반란을 완전히 진압하면서 파주토사직은 폐지되었다.

## 목록
다음은 파주토사의 목록이다.
| 대수 | 이름   | 한자   | 재위      |
| ---- | ------ | ------ | --------- |
| 1    | 양단   | 楊端   | 876–?     |
| 2    | 양목남 | 楊牧南 | ?–?       |
| 3    | 양부사 | 楊部射 | ?–?       |
| 4    | 양삼공 | 楊三公 | ?–?       |
| 5    | 양실   |        | ?–?       |
| 6    | 양소   | 楊昭   | ?–?       |
| 7    | 양귀천 | 楊貴遷 | ?–1052    |
| 8    | 양광진 | 楊光震 | ?–?       |
| 9    | 양문광 | 楊文廣 | ?–?       |
| 10   | 양유총 | 楊惟聰 | ?–1125    |
| 11   | 양선   | 楊選   | 1125–1155 |
| 12   | 양진   | 楊軫   | ?–?       |
| -    | 양식   | 楊軾   | ?–?       |
| 13   | 양잔   | 楊粲   | 1201–1233 |
| 14   | 양찬   | 楊价   | 1233–1243 |
| 15   | 양문   | 楊文   | 1243–1265 |
| 16   | 양방헌 | 楊邦憲 | 1265–1281 |
| 17   | 양한영 | 楊漢英 | 1281–1316 |
| 18   | 양가정 | 楊嘉貞 | ?–?       |
| 19   | 양충언 | 楊忠彥 | ?–?       |
| 20   | 양원정 | 楊元鼎 | ?–1370    |
| 21   | 양갱   | 楊鏗   | 1370–1399 |
| 22   | 양승   | 楊昇   | 1399–1441 |
| 23   | 양형   | 楊炯   | 1341–1442 |
| 24   | 양강   | 楊綱   | 1442–1449 |
| 25   | 양휘   | 楊輝   | 1449–1474 |
| 26   | 양애   | 楊愛   | 1474–1497 |
| 27   | 양빈   | 楊斌   | 1497–1520 |
| 28   | 양상   | 楊相   | 1520–1543 |
| 29   | 양렬   | 楊烈   | 1543–1571 |
| 30   | 양응룡 | 楊應龍 | 1571–1595 |
| 31   | 양조동 | 楊朝棟 | 1595–1600 |